# Bhowani Junction
Bhowani Junction is een Amerikaans-Britse dramafilm uit 1956 onder regie van George Cukor. Het scenario is gebaseerd op de gelijknamige roman uit 1954 van de Britse auteur John Masters. De film werd destijds uitgebracht onder de titel Kruispunt Bhowani.

## Verhaal
Victoria Jones is een halfbloed die na een verblijf van zeven jaar in Groot-Brittannië tijdens de onafhankelijkheidsstrijd terugkeert naar Indië. Ze is verliefd op de Britse kolonel Rodney Savage. Zo wordt ze heen en weer geslingerd tussen de liefde voor haar vaderland en haar gevoelens voor de Britse officier.

## Rolverdeling
| Acteur           | Personage                 |
| ---------------- | ------------------------- |
| Ava Gardner      | Victoria Jones            |
| Stewart Granger  | Kolonel Rodney Savage     |
| Bill Travers     | Patrick Taylor            |
| Abraham Sofaer   | Surabhai                  |
| Francis Matthews | Ranjit Kasel              |
| Marnie Maitland  | Govindaswami              |
| Peter Illing     | Ghanshyam                 |
| Edward Chapman   | Thomas Jones              |
| Freda Jackson    | Sandani                   |
| Lionel Jeffries  | Luitenant Graham McDaniel |
| Alan Tilvern     | Ted Dunphy                |